# Pelophryne lighti
Espèce
Synonymes
- Nectophryne lighti Taylor, 1920

Statut de conservation UICN

 LC  : Préoccupation mineure
Pelophryne lighti est une espèce d'amphibiens de la famille des Bufonidae.

## Répartition
Cette espèce est endémique des Philippines. Elle se rencontre sur les îles de Bohol, de Samar, de Leyte et de Mindanao.

## Description
L'holotype mesure 15 mm

## Étymologie
Cette espèce est nommée en l'honneur de Sol Felty Light.

## Publication originale
- Taylor, 1920 : Philippine Amphibia. Philippine Journal of Science, vol. 16, p. 213–359 (texte intégral).